# غريس برادلي
غريس برادلي (بالإنجليزية: Grace Bradley)‏ هي نجمة اجتماعية ومغنية وممثلة أمريكية، ولدت في 21 سبتمبر 1913 ببروكلين في الولايات المتحدة، وتوفيت في 21 سبتمبر 2010 في الولايات المتحدة.

## وصلات خارجية
- غريس برادلي على موقع IMDb (الإنجليزية)
- غريس برادلي على موقع قاعدة بيانات برودواي على الإنترنت (الإنجليزية)
- غريس برادلي على موقع ديسكوغز (الإنجليزية)
- غريس برادلي على موقع قاعدة بيانات الفيلم (الإنجليزية)